# G-Lite
 (novembre 2022).
 (novembre 2022).
Si vous disposez d'ouvrages ou d'articles de référence ou si vous connaissez des sites web de qualité traitant du thème abordé ici, merci de compléter l'article en donnant les références utiles à sa vérifiabilité et en les liant à la section « Notes et références ».
La norme G.Lite, qui définit la version « légère » de l'ADSL (encore appelée « Universal ADSL », « splitterless ADSL », ou « lite ADSL »), règle les principaux problèmes de cette technologie :
- elle fixe les débits : 1,5 Mbit/s dans le sens descendant, et 384 kbit/s dans le sens montant ;
- elle intègre le splitter au modem (splitterless ADSL) ;
- elle impose un modem auto-configurable (Plug and Play) ;
- elle choisit le procédé de modulation DMT (Discrete MultiTone), de préférence au procédé CAP (Carrierless Amplitude and Phase).